# Szymon Nehring
Szymon Nehring (29 de septiembre de 1995) es un pianista polaco.
Nacido en Cracovia, Nehring comenzó a tomar clases de piano a la edad de cinco años. Obtuvo el primer premio en el Concurso Internacional de piano Piano Arthur Rubinstein en 2017 y, además, ganó un premio especial al mejor intérprete de una pieza de Chopin, el premio de Estudios Avanzados, el premio del Jurado Junior, así como el premio de Favorito del Público. Anteriormente, había sido finalista en el XVII Concurso Internacional de Piano Chopin en 2015.
Nehring ha actuado con orquestas como la Orquesta Filarmónica de Varsovia, la Orquesta de Santander, la Orquesta Sinfonia Iuventus de Polonia, la Orquesta Filarmónica de Israel y la Orquesta del Siglo XVIII con directores como Jerzy Maksymiuk, Jacek Kaspszyk, Grzegorz Nowak, Omer Meir Wellber, John Axelrod . y Krzysztof Penderecki . Actualmente estudia con Boris Berman en la Escuela de Música de Yale, donde es candidato al Diploma de Artista.

## Discografía
| Año  | Álbum | Etiqueta                              |
| ---- | --- | ------------------------------------- |
| 2015 | Chopin: 12 estudios, op. 25; 4 mazurcas, op. 33; Nocturno en sol mayor, op. 37 núm. 2; Barcarola en fa sostenido mayor, op. 60; Polonesa en fa sostenido menor, op. 44 | Instituto Nacional de Frederic Chopin |
| 2015 | Chopin, Szymanowski, Mykietyn | Registros Dux                         |